# Fliegendes Gleis

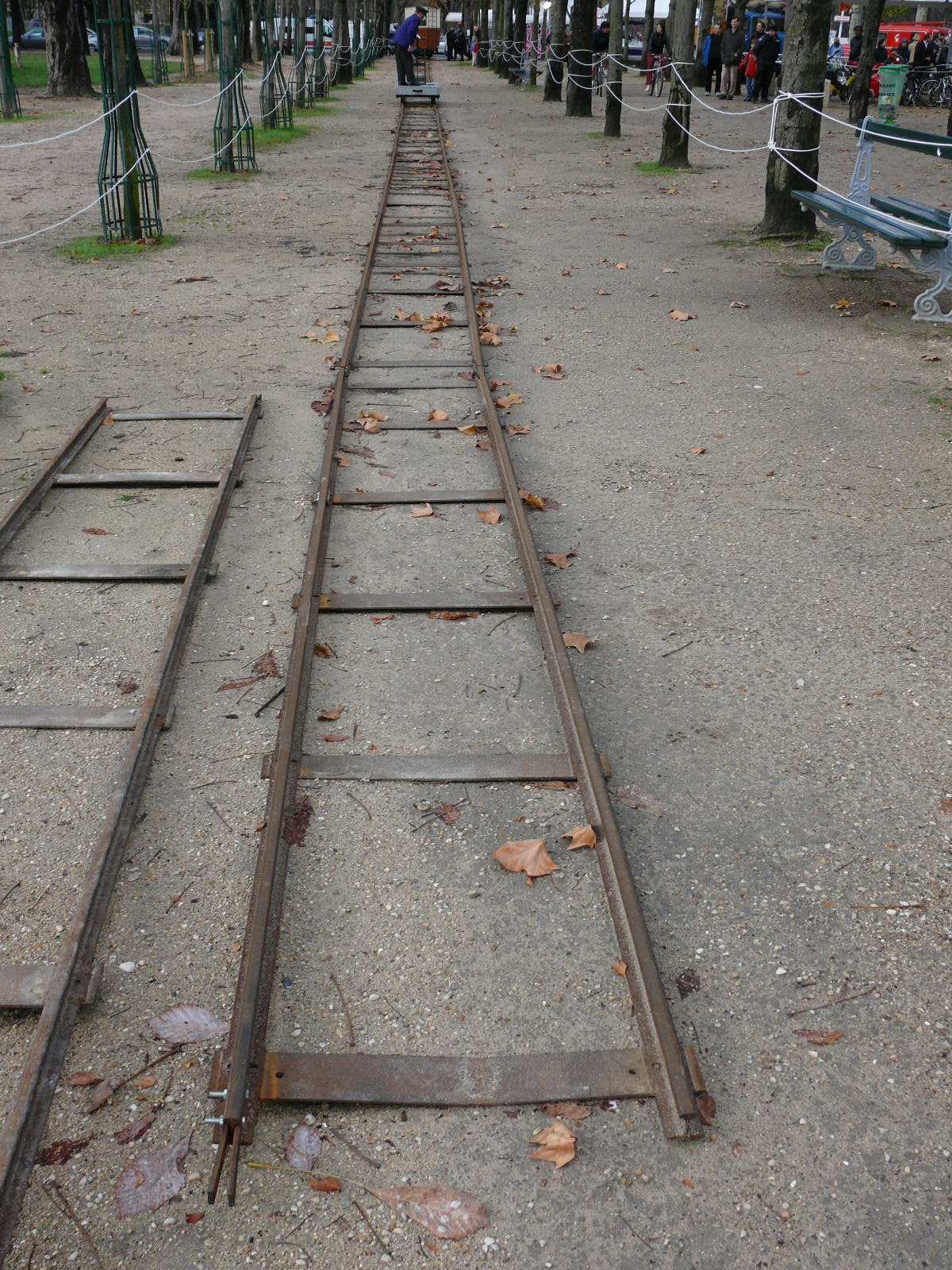
Transportables Feldbahngleis der Bauart Decauville

Fliegende Gleise sind temporär aufgebaute Eisenbahngleise, die ohne oder nur mit geringfügiger Herstellung eines Unterbaus direkt auf dem am Aufbauort vorhandenen Boden verlegt werden. Solche Gleise sind rasch und kostengünstig herstellbar, allerdings sind sie nur für leichte Fahrzeuge bzw. Fahrzeuge mit niedriger Achslast geeignet. Es sind keine aufwändigen Auf- und Abbauarbeiten nötig.
Neben dem Einsatz auf Baustellen fanden fliegende Gleise häufig Verwendung auf Feldbahnen verschiedener Spurweite, z. B. im Bergbau, auf Waldbahnen oder auf Heeresfeldbahnen.
Die Gleise sind als vormontierte Gleisjoche in verschiedenen Längen konstruiert und können einfach zusammengeschraubt werden.
Im Schweizer Torfabbau wurden sie um 1920 Auslegegeleise genannt.

## Klettergleise
Eine besondere Bauform der fliegenden Gleise stellen sogenannte Klettergleise dar. Diese sind kurze Gleisabschnitte mit für Schienenfahrzeuge hoher Steigung von 60 bis 100 Promille. Oft werden sie bei Straßenbahnen benutzt, um havarierte Fahrzeuge auf Straßenfahrzeuge abzugleisen oder im Bereich von Baustellen Hindernisse zu überwinden. Im ersten Fall wirken sie vergleichbar zu Auffahrrampen, im zweiten ähnlich wie Schlauchbrücken für Straßenfahrzeuge. Kletterweichen werden benutzt, um oberhalb des eigentlichen Gleisbetts zeitweise eine Verbindung zwischen dem Regel- und Gegengleis zu schaffen.